# Quintanajuar
Quintanajuar fue un municipio español de la provincia de Burgos.

## Historia
Hacia mediados del siglo XIX, el lugar, por entonces con ayuntamiento propio, tenía contabilizada una población de 61 habitantes. Aparece descrito en el decimotercer volumen del Diccionario geográfico-estadístico-histórico de España y sus posesiones de Ultramar de Pascual Madoz con las siguientes palabras:

QUINTANAJUAR: ald. con ayunt. en la prov., dióc., aud. terr. y c. g. de Búgos (6 leg.), part. jud. de Sedano (2). sit. en una espaciosa llanura; la combaten con especialidad los vientos N. y SO., siendo su clima bastante saludable y las enfermedades dominantes los catarros. Tiene unas 12 casas; una igl. parr. matriz (Ntra. Sra. del Rosario) de la que son anejos los barrios de Montespino y Cabañuelas, servida por un cura y un sacristan, y varios manantiales de escelentes aguas en el térm. Este confina N. Cernegula; E. Lermilla; S. Hontomin, y O. Masa. El terreno es árido y delgado, y contiene 2 montes poblados de encinas y robles. caminos: los de pueblo á pueblo. correos: se reciben de Poza por los mismos particulares. Los prod. son trigo alaga, cebada, yeros, arvejas y lentejas; cria ganado lanar churro, y caza de perdices, liebres, codornices, sordas y conejos. ind.: la agrícola. pobl.: 20 vec., 61 alm. cap prod.: 300,000 rs. imp.: 30,499. contr.: 1,025 rs. 21 mrs.
(Madoz, 1849, pp. 322-323)

El municipio de Quintanajuar desapareció de cara al censo de 1857 y el territorio pasó a formar parte del de Cernégula.